# جلكى نهرية كرنية
جلكى نهرية كرنية (الاسم العلمي: Entosphenus hubbsi ) هي نوع من الحيوانات المائية يتبع جنس جلكى وتدية من فصيلة الجلكية.